# KGM Torres
KGM Torres (до 2023 года SsangYong Torres) — кроссовер южнокорейской компании KG Mobility, выпускаемый с 2022 года.

## Описание
Модель KGM Torres, представленная в июле 2022 года, создана на растянутой платформе кроссовера KGM Korando (на тот момент SsangYong Korando) и полностью с ним унифицирована. Название Torres автомобиль получил в честь парка Торрес-дель-Пайне в Южной Америке, что намекает на приключенческую направленность нового кроссовера.
Бензиновый турбированный двигатель 1.5 T-GDI (170 л. с., 280 Н·м) оснащён стартер-генератором. Коробка передач — шестискоростная АКПП Aisin. Привод — передний или полный (с муфтой на задней оси). Дизельных версий не планируется, но выпущена электроверсия Torres EVX.
Стоимость модели на местном рынке в Южной Корее от 26,9 до 30,4 миллиона вон; для сравнения стоимость основных моделей-конкурентов начинается для Kia Sportage от 24,42 миллиона вон, а для Hyundai Tucson — от 24,35 миллиона вон.
Экспорт на внешние рынки планируется в 2023 году.
- Вид спереди
- Вид сзади
- Интерьер

### Torres EVX
Torres EVX (известный в разработке как проект U100) — электрическая версия Torres, которая дебютировала 30 марта 2023 года на Сеульском автосалоне вместе с большим количеством концептов и серийных моделей и стала первым автомобилем под брендом KG после изменения названия SsangYong на KG Mobility.
Модель отличается от своего аналога с двигателем внутреннего сгорания благодаря обновлённой передней панели, которая является развитием языка дизайна «Powered by Toughness», характерного для электромобилей. KGM Torres EVX получил специальный дизайн кабины с плавающей панелью экранов и отсутствием соединения подлокотника с приборной панелью.
- Вид спереди
- Вид сзади
- Интерьер

## Продажи
| Год  | Южная Корея | Южная Корея | Турция |
| Год  | Torres      | Torres EVX  | Турция |
| ---- | ----------- | ----------- | ------ |
| 2022 | 22,484      | –           |        |
| 2023 | 13,170      | 6,112       | 5,094  |
| 2024 |             |             | 8,401  |